# Baśkówka
Baśkówka – szczyt w bocznym grzbiecie niższego wierzchołka Magurki Ponikiewskiej, który poprzez Makową Górę, Zamczysko (Bielówkę), Baśkówkę, Patrię (Jedlicznik) i Tarnawską Górę opada do doliny Skawy. Nazwę Baśkówka i wysokość 537 m podaje Aleksy Siemionow w „Ziemi Wadowickiej”, na mapie Compassu nie zaznaczono tego szczytu, brak go w przewodniku „Beskid Mały, na lotniczej mapie Geoportalu jest z błędem literowym (Baskówka) i wysokością 520 m, na poziomicowej mapie Geoportalu ma wysokość około 530 m, a pomiędzy nim a Zamczyskiem jest jeszcze jeden wierzchołek 515 m.
Baśkówka jest porośnięta lasem. Jej północno-zachodni stok opada do potoku Jaszczurówka, w południowo-zachodni wcina się potok uchodzący do Skawy. Jej grzbietem przebiega granica między wsiami Śleszowice w powiecie suskim (stok południowo-wschodni) i Jaszczurowa w powiecie wadowickim (stok północno-zachodni) – obydwie w województwie małopolskim. Przez Baśkówkę prowadzi czarny szlak turystyczny.
 Śleszowice – Grota Papieska (Gronie) – Bielówka – Makowe Rozstaje (skrzyżowanie z niebieskim szlakiem). Odległość 4,3 km, suma podejść 280 m, czas przejścia 1:25 godz.